# Панџаб (Индија)
Панџаб је савезна држава Индије са површином од 50.362 km² и 24.289.296 становника (стање: 1. јан. 2001). Налази се у северозападном делу Индије. Граничи са пакистанским Панџабом на западу, Џаму и Кашмиром на северу, Химачал Прадешом на североистоку, Харајаном на југу и југоистоку, Чандигаром на југоистоку и Раџастаном на југоистоку. Главни град Панџаба, Чандигар, представља посебну територију и истовремено је и главни град Харајане. Индијска прва цивилизација у долини Инда настала је у Панџабу. Индијски Панџаб је део већег историјског региона Панџаба, који је садржавао и пакистански Панџаб, Химачал Прадеш, Харајану, Делхи и Чандигар. Реч панџаб долази од персијских речи "panj" -пет и "ab" - вода, што би значило Земља пет река. Пет река по којима је Панџаб добио име су Џелам, Ченаб, Беас, Рави и Сатлеџ, а свих пет представљају притоке од Инда.

## Историја
Индијска држава Панџаб настала је 1947. приликом деобе Индије, када је регион Панџаб подељен на индијски и пакистански део. Западни муслимански део постао је део Пакистана, а источни насељен сикима и хиндусима постао је део Индије. Многи сики и хиндуси живели су у западном делу, а многи муслимани у источном делу, тако да је дошло до великог насиља приликом те деобе. Главни град претходног неподељеног Панџаба је био Лахор и завршио је на пакистанској страни. Због тога је изграђен нови главни град на индијској страни Чандигар. Југоисточни део индијског Панџаба у коме су хиндуси били већина одвојио се 1966. у посебну индијску државу Харајану. Чандигар је био на граници те две државе и остао је главни град за обе државе. Током Зелене револуције 1970-их сики су осетили значајан пораст благостања. Тада је дошло до велике поларизације у односима између Индијске конгресне странке и главне партије сика Широмани Акали Дал. Сики су сматрали да је централна индијска влада повећала централизацију и дискриминацију Панџаба. Због тога је партија сика захтевала максималну аутономију за Панџаб и смањење овлашћења централне власти. То је одбијено и сматрало се прикривеним сепаратистичким тенденцијама. После тога настаје још веће неслагање. Један део сика је постао још радикалнији и тражио је независну државу Калистан. Неки милитантни сики кренули су у нападе на хиндусе и службенике владе. Милитантни сики су се склонили у Златни храм у Амрицару где су се утврдили. Индијска војска је јуна 1984. извршила напад на тај храм Сика. Та војна операција је била лоше организована, што је довело до великог броја војних и цивилних жртава, што је још више погоршало ситуацију. Почетком 1990-их смањио се ниво насиља.

## Економија
Има најбољу инфраструктуру у целој Индији, па зато представља привлачну локацију за стране компаније. Панџаб има највишу стопу производње електричне енергије по глави становника у Индији, 2,5 пута више од националног просека. Осим пољопривреде значајне привредне гране су и електро, машинска и текстилна индустрија.
Панџаб је један од најплоднијих региона света. Идеалан је за пшеницу. Гаје се и пиринач, воће, поврће и шећерна трска. Ту се производи 60% индијске пшенице и 40% индијске производње пиринача. Панџаб производи 2% светске производње памука, 2% светске производње пшенице и 1% светске производње пиринача.

## Становништво
Главна религија у Панџабу је сикизам, којој припада 60% становништва, а друга по заступљености је хиндуизам. У Панџабу се налази и најсветији храм сика, Златни храм у Амрицару. Амрицар је такође значајан за џаинизам. Језик је панџаби, а говори се и у пакистанском Панџабу, али користи се различито писмо.